# Smith County (Mississippi)
Smith County is een county in de Amerikaanse staat Mississippi.
De county heeft een landoppervlakte van 1.647 km² en telt 16.182 inwoners (volkstelling 2000). De hoofdplaats is Raleigh.

## Bevolkingsontwikkeling

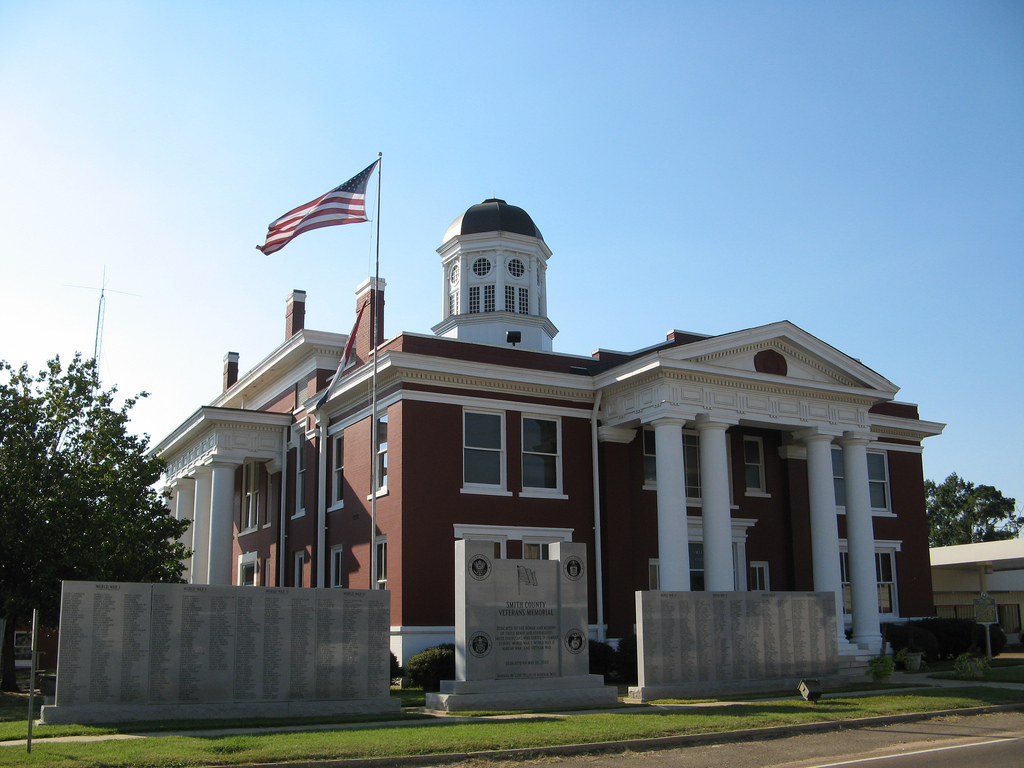
Smith County Courthouse